# Rekorde in den britischen Musikcharts
Dies ist eine Liste von Rekorden in den britischen Musikcharts.

## Allgemeine Rekorde
- Die meisten Nummer-eins-Hits hatte Elvis Presley: 21 seiner Titel erreichten Platz eins, drei davon als Wiederveröffentlichung 2005. Die Gruppe mit den meisten Nummer-eins-Titeln sind die Beatles (18), erfolgreichste Sängerin ist Madonna (13), erfolgreichste Frauengruppe sind die Spice Girls (9). Elvis Presley hatte so viele Top-Ten-Hits wie kein anderer Künstler (76).
- Die meisten Nummer-eins-Alben als Solokünstler hatte Elvis Presley. 40 Jahre nach Presleys Tod landete The Wonder of You 2016 als 13. Album auf Platz 1 der Britischen Albumcharts.
- Die erste Nummer eins war Here In My Heart von Al Martino im Jahr 1952.
- Die erfolgreichsten Interpreten ohne Nummer-eins-Hit sind Depeche Mode, die (Stand: April 2015) 42 Top-40-Erfolge hatten, aber nie Platz eins erreichten.
- Whigfield gelang – Al Martino als allererste Nummer eins außer Acht gelassen – als erste/-r Debütant/-in der Direkteinstieg auf Platz eins (1994 mit Saturday Night).
- Das Duo Gnarls Barkley mit Crazy schaffte es im April 2006 als erste Interpreten nur durch Downloads auf Platz eins. Ohne Unterbrechung wurden sie erst nach neun Wochen durch Sandi Thom abgelöst.
- Die meisten Top-40-Hits hatte Cliff Richard, insgesamt 122 (Stand: November 2007). Er hat insgesamt 21 Millionen Singles verkauft, so viele wie kein anderer.
- Den Rekord für die meisten gleichzeitigen Top-40-Hits hat postum Michael Jackson aufgestellt: In der Ausgabe vom 5. Juli 2009 waren es 13 Titel, davon zwei Titel in den Top Ten. (Den Rekord hielt vorher Elvis Presley, der im November 1957 – und damit zu Lebzeiten – sieben Titel in den damaligen Top 30 hatte.)
- Zu den „erfolglosesten“ Interpreten der Top 40 (das heißt, sie waren nur eine Woche und nur auf Platz 40 vertreten) gehören Naomi Campbell und Shaquille O’Neal.
- Die meistverkaufte Single ist Candle in the Wind ’97 von Elton John aus dem Jahr 1997. Die Single wurde zum Gedenken an die verstorbene Lady Diana aufgenommen.
- Am längsten auf Platz eins war I Believe von Frankie Laine 1953, jedoch mit Unterbrechungen. Am längsten ohne Unterbrechung auf Platz eins, nämlich 16 Wochen, war Bryan Adams mit (Everything I Do) I Do It for You 1991.
- Der größte Sprung innerhalb der Top 40 gelang 2008 zwei Titeln: P!nk mit So What von 38 auf 1 und T.I. feat. Rihanna mit Live Your Life von 39 auf 2 (jeweils 37 Plätze). So What gelang zugleich der größte Sprung auf Platz eins innerhalb der Top 40 (andere Nummer-eins-Titel legten jedoch noch größere Sprünge hin, nämlich innerhalb der Top 75 oder Top 200).
- Den größten Sturz innerhalb der Top 40 erlebten Wham!: Last Christmas rutschte 2018 von 2 aus den TOP 100. Den größten Sturz von Platz eins – von 1 auf 20 – mussten McFly und Elvis Presley hinnehmen: McFly 2007 mit Baby’s Coming Back / Transylvania, Presley 2005 mit One Night/I Got Stung (allerdings war von Presleys Single, einer Neuveröffentlichung eines Nummer-eins-Hits von 1959, eine begrenzte Stückzahl gepresst worden, von McFlys Single nicht).
- Am längsten in den Top 40 war Frank Sinatra mit My Way, 75 Wochen von 1969 bis 1971.
- Rihanna ist die erste Künstlerin, die 6 Jahre hintereinander einen Nummer-eins-Hit in den britischen Charts hatte (Umbrella (2007), Take a Bow (2008), Run This Town (2009), Only Girl (In the World) (2010), What’s My Name? (2011), Diamonds (2012)) und der zweite Künstler insgesamt nach Elvis Presley.
- Rihanna ist die erste Künstlerin, die nach 50 Jahren drei Top 10 Hits in den UK hat. Zuvor schaffte dies Vera Lynn mit zahlreichen Hits im Jahre 1952.
- Am 22. Mai 2011 stellte Lady Gaga in den britischen Singlecharts einen Rekord auf: Sie ist die erste Solokünstlerin seit Ruby Murray 1955, die es geschafft hat, mit vier Singles gleichzeitig in den Top 20 vertreten zu sein, nämlich mit Born This Way, Judas, The Edge of Glory und Hair.[1]
- Am 8. Januar 2016 ist Justin Bieber der erste Solokünstler, der zur selben Zeit die ersten drei Plätze der britischen Singlecharts belegt: Love Yourself auf Platz 1, Sorry auf Platz 2 und What Do You Mean? auf Platz 3.
- Am 13. Januar 2017 gelang Ed Sheeran erstmals, mit zwei Liedern gleichzeitig auf Platz 1 und 2 der Singlecharts einzusteigen.[2] Am 10. März 2017 war er mit 16 Titeln in den TOP 20 vertreten. Bis auf Platz 7, 16, 17 und 20 belegte er alle anderen Plätze.
- Tom Moore war im April 2020 mit 99 Jahren der älteste Interpret an der Spitze der Single-Charts und feierte in dieser Position seinen 100. Geburtstag. Er veröffentlichte You’ll Never Walk Alone mit Michael Ball und The NHS Voices of Care Choir.[3]
- The Beatles hielten von 1966 an den Rekord für den kürzesten zeitlichen Abstand zwischen drei Nummer-eins-Alben (364 Tage). Taylor Swift stellte diesen Rekord am 16. April 2021 ein; zwischen ihren drei Nummer-eins-Alben lagen nur 259 Tage.[4]

## Lieder-Rekorde

### Meiste Wochen in den Top 10
| Titel                           | Künstler                      | Wochen | Wochen  | Peak | Zeitraum                    | Q.     |
| Titel                           | Künstler                      | Top 10 | Top 100 | Peak | Zeitraum                    | Q.     |
| ------------------------------- | ----------------------------- | ------ | ------- | ---- | --------------------------- | ------ |
| I Believe                       | Frankie Laine                 | 35     | 36      | 1    | April 1953 – Dezember 1953  | [ 6 ]  |
| Someone You Loved               | Lewis Capaldi                 | 31     | 114     | 1    | Februar 2019 – März 2020    | [ 7 ]  |
| All I Want for Christmas Is You | Mariah Carey                  | 29     | 107     | 1    | Dezember 1994 – Januar 2021 | [ 8 ]  |
| Secret Love                     | Doris Day                     | 27     | 29      | 1    | April 1954 – Oktober 1954   | [ 9 ]  |
| Last Christmas                  | Wham!                         | 26     | 72      | 1    | Dezember 1984 – Januar 2021 | [ 10 ] |
| Don’t Start Now                 | Dua Lipa                      | 25     | 67      | 2    | November 2019 – Mai 2020    | [ 11 ] |
| The Happy Wanderer              | Obernkirchen Children’s Choir | 24     | 26      | 2    | Februar 1954 – Juni 1954    | [ 12 ] |
| Terry’s Theme from ‘Limelight’  | Frank Chacksfield             | 23     | 24      | 2    | Mai 1953 – Oktober 1953     | [ 13 ] |
| One Dance                       | Drake feat. Wizkid & Kyla     | 23     | 65      | 1    | April 2016 – September 2016 | [ 14 ] |
| Fairytale of New York           | The Pogues & Kirsty MacColl   | 23     | 106     | 2    | Dezember 1987 – Januar 2021 | [ 15 ] |
| Because You’re Mine             | Mario Lanza                   | 22     | 24      | 3    | November 1952 – April 1953  | [ 16 ] |

### Meiste Wochen in den Top 100
| Titel             | Künstler        | Wochen | Peak | Erste Notierung    | Letzte Notierung   | Q.     |
| ----------------- | --------------- | ------ | ---- | ------------------ | ------------------ | ------ |
| Mr. Brightside    | The Killers     | 260    | 10   | 5. Juni 2004       | 1. April 2021      | [ 18 ] |
| Perfect           | Ed Sheeran      | 187    | 1    | 16. März 2017      | 16. September 2021 | [ 19 ] |
| Chasing Cars      | Snow Patrol     | 166    | 6    | 29. Juli 2006      | 25. Oktober 2014   | [ 20 ] |
| My Way            | Frank Sinatra   | 133    | 5    | 8. April 1969      | 1. Januar 1972     | [ 21 ] |
| Sex on Fire       | Kings of Leon   | 124    | 1    | 20. September 2008 | 26. Januar 2013    | [ 22 ] |
| Thinking Out Loud | Ed Sheeran      | 119    | 1    | 5. Juli 2014       | 25. Februar 2021   | [ 23 ] |
| Chandelier        | Sia             | 114    | 6    | 12. Juli 2014      | 23. Februar 2017   | [ 24 ] |
| Someone You Loved | Lewis Capaldi   | 113    | 1    | 22. November 2018  | 1. April 2021      | [ 7 ]  |
| I Gotta Feeling   | Black Eyed Peas | 109    | 1    | 20. Juni 2009      | 16. Juni 2012      | [ 25 ] |
| Radioactive       | Imagine Dragons | 107    | 12   | 8. Dezember 2012   | 16. Juli 2015      | [ 26 ] |

## Künstler-Rekorde

### Meiste Nummer-eins-Hits
- 21 Nummer-eins-Hits
  - Elvis Presley
- 18 Nummer-eins-Hits
  - The Beatles
- 14 Nummer-eins-Hits
  - Cliff Richard
  - Westlife
- 13 Nummer-eins-Hits
  - Madonna
- 12 Nummer-eins-Hits
  - Take That
- 10 Nummer-eins-Hits
  - Calvin Harris
  - Eminem
- 9 Nummer-eins-Hits
  - ABBA
  - Ed Sheeran
  - Rihanna
  - Spice Girls
- 8 Nummer-eins-Hits
  - Oasis
  - The Rolling Stones
- 7 Nummer-eins-Hits
  - Ariana Grande
  - Elton John
  - George Michael
  - Jess Glynne
  - Justin Bieber
  - Kylie Minogue
  - McFly
  - Michael Jackson
  - Robbie Williams
  - Sam Smith
  - Tinie Tempah
  - U2

Stand: 8. April 2021.

### Meiste Top-10-Hits
- 76 Top-10-Hits
  - Elvis Presley
- 68 Top-10-Hits
  - Cliff Richard
- 63 Top-10-Hits
  - Madonna
- 44 Top-10-Hits
  - Michael Jackson
- 34 Top-10-Hits
  - Kylie Minogue
- 33 Top-10-Hits
  - U2
  - Eminem
- 31 Top-10-Hits
  - Robbie Williams
  - Elton John
- 30 Top-10-Hits
  - Rihanna

Stand 8. April 2021.

### Meiste Nummer-eins-Alben
- 15 Nummer-eins-Alben
  - The Beatles
  - Robbie Williams[29]
- 13 Nummer-eins-Alben
  - Elvis Presley
  - The Rolling Stones
- 12 Nummer-eins-Alben
  - Madonna
  - Bruce Springsteen
- 11 Nummer-eins-Alben
  - David Bowie
- 10 Nummer-eins-Alben
  - Rod Stewart
  - Michael Jackson
  - Eminem
  - Queen
  - U2
- 9 Nummer-eins-Alben
  - ABBA
  - Bob Dylan
  - Coldplay
- 8 Nummer-eins-Alben
  - Take That
  - Oasis
  - Led Zeppelin
  - R.E.M.
  - Westlife
  - Kylie Minogue
- 7 Nummer-eins-Alben
  - Cliff Richard
  - Elton John
  - Barbra Streisand
  - George Michael
  - Paul McCartney
  - Prodigy
  - Stereophonics

Stand: 8. April 2021.